# Литвиненко Микола Микитович
Микола Микитович Литвиненко (1913—1943) — Герой Радянського Союзу (1943, посмертно).

## Життєпис
Народився в 1899 році в селі Пилипенкове (нині у складі міста Ґантіаді в Абхазії) у селянській родині. Закінчив 5 класів. Працював шофером.
З серпня 1943 року в РСЧА. Від тоді у діючій армії на фронтах німецько-радянської війни. Відзначився під час битви за Дніпро.
Стрілець 744-го стрілецького полку (149-та стрілецька дивізія, 65-ї армії, Центральний фронт) рядовий Литвиненко у ніч на 16 жовтня 1943 року з групою бійців, на рибацькому човні під обстрілом, переправився через Дніпро в районі села Лоїв (Гомельська область Білорусі), першим увірвався у ворожі траншеї і зав'язав бій. Група прикрила зайняту ділянку правого берега річки, давши можливість іншим підрозділам полку переправитись через Дніпро. У бою за плацдарм 17 жовтня 1943 року загинув.
30 жовтня 1943 року Миколі Микитовичу Литвиненку посмертно присвоєно звання Героя Радянського Союзу.